# 托列比

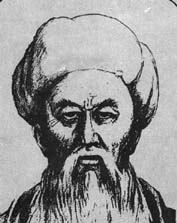

托列比（羅馬化：Töle biy Älibekuly，1663年—1756年），哈薩克汗國貝伊、法官、大玉茲烏孫部人。
他生於江布爾州，他除了是法官，也是詩人，演說家，在頭克汗統治後期被任命管理大玉茲，他也曾收留年輕時逃亡的阿布賚汗為其牧羊。
在俄羅斯的記錄中，他是大玉茲的實際掌權人(在大玉茲卓勒巴斯汗死後曾統治塔什干六年)。他於1756年去世，安葬於塔什干Kaldyrgach-biy陵墓。